# علامة برات
علامة برات هي علامة تشير لوجود تخثر وريدي عميق فخذي. ينظر إليه على أنه وجود توسع في الأوردة الشاذة في الساق المصابة، والتي تضل متوسعة إذا تم رفع الساق.
وصفت هذه العلامة بواسطة الجراح الأمريكي جيرالد برات (1928-2006) في مستشفى سانت فينسنت في عام 1949.
علامة برات تختلف عن اختبار برات الذي يبحث عن وجود تخثر وريدي عميق عن طريق ضغط الوريد باليدين.